# Niederwinkling
Niederwinkling település Németországban, azon belül Bajorországban. Lakosainak száma 2964 fő (2023. december 31.). Niederwinkling Offenberg, Irlbach és Albertsried községekkel határos.

## Népesség
A település népessége az elmúlt években az alábbi módon változott:
| Lakosok száma | 679  | 947  | 1634 | 1759 | 2514 | 2546 | 2607 | 2716 | 2876 | 2964 |
|               | 1875 | 1950 | 1970 | 1987 | 2012 | 2013 | 2015 | 2017 | 2021 | 2023 |